# Quebracho (película)
Quebracho es una película argentina dramática-histórica de 1974 dirigida por Ricardo Wullicher y protagonizada por Héctor Alterio, Lautaro Murúa, Juan Carlos Gené y Cipe Lincovsky. La misma narra la historia de La Forestal, una empresa inglesa de explotación del quebracho colorado que estuvo instalada en la Argentina desde 1900 hasta 1963, en el norte de la provincia de Santa Fe y sudeste de la provincia del Chaco; el quebracho colorado y su principal subproducto, el tanino, eran un bien muy codiciado entre 1918 y 1945, y su explotación por parte de La Forestal se convirtió en el eje de luchas políticas y sociales engarzadas con la evolución del sindicalismo. Fue estrenada el 16 de mayo de 1974 en Buenos Aires.

## Sinopsis
Ambientada en la segunda mitad de la década del 1910, trata la historia de lucha por una mejor vida de los hacheros del quebracho, quienes son explotados sin restricciones por los empresarios ingleses gracias al amparo de los gobiernos provinciales y nacionales, la ayuda represiva de la policía local y de una pequeña fuerza armada (la "gendarmería volante" o "los cardenales") especialmente formada por la empresa, sometiendo a los obreros argentinos a condiciones de vida cercanas a la esclavitud.

## Reparto
- Héctor Alterio
- Lautaro Murúa
- Juan Carlos Gené
- Osvaldo Bonet
- Cipe Lincovsky
- Luis Medina Castro
- Héctor Pellegrini
- Walter Vidarte
- Mario Luciani
- Marcos Mundstock ... voz en off
- Luis Aranda
- Diana Arias
- Carlos Lasarte
- Héctor Biuchet

## Análisis del contexto histórico y el enfoque del film
Podemos observar en Quebracho, al igual que en La Patagonia rebelde, el papel fundamental que han jugado las ideas de los inmigrantes europeos referidas al anarco-sindicalismo, en el surgimiento del movimiento gremial.
Descubrimos también, cómo en alguna época la labor del sindicalista fue noble y se mostraba sinceramente comprometida con la causa del trabajador. En Quebracho es el jefe sindical quien aporta los instrumentos para lograr las mejoras laborales; con clases comunitarias, dentro de una comunidad casi analfabeta, se les enseña que el camino de la liberación va de la mano de la educación, que el sometimiento se halla en la ignorancia y en la incapacidad de discusión con los patrones. Cumple un papel fundamental aquí, como en La Patagonia rebelde, la imprenta como medio de difusión y comunicación entre los compañeros de las distintas resoluciones adoptadas por las organizaciones gremiales.
El relato de Quebracho marca claramente dos épocas distintas de la lucha obrera. Uno, entre 1914 y 1918, período de cambios iniciados con la Primera Guerra Mundial y que se cierra con la toma del poder por parte del comunismo en Rusia, acontecimiento trascendental que cifra las esperanzas de una transformación mundial de las relaciones de trabajo. En este momento, los líderes de los trabajadores surgen del propio interior del movimiento; son los mismos trabajadores quienes se hacen cargo de levantar y defender las banderas de sus reclamos.
En una segunda etapa del problema del quebracho, alrededor de los años '40, surge una nueva figura, la del político pegado a la masa obrera, el cual parece buscar el apoyo de los trabajadores pero sólo con el objetivo de llegar, elecciones mediante, a su puesto dirigencial o sindical. Se dibuja entonces la naciente figura de un político que se sirve del reclamo obrero pero lo traiciona para servir a sus propios intereses de poder, y que apenas participa de las reivindicaciones obreras, lo que se verá con frecuencia en la futura Historia de Argentina.

## Premios
- Festival Internacional de Cine de Karlovy Vary (Checoslovaquia, 1974): Premio Especial del Jurado.
- Festival de Cine Iberoamericano de Huelva